# NGC 4877
NGC 4877 est une galaxie spirale située dans la constellation de la Vierge. Sa vitesse par rapport au fond diffus cosmologique est de 5 249 ± 24 km/s, ce qui correspond à une distance de Hubble de 77,4 ± 5,4 Mpc (∼252 millions d'al). NGC 4877 a été découverte par l'astronome germano-britannique William Herschel en 1785.
La classe de luminosité de NGC 4877 est I-II et elle présente une large raie HI.
À ce jour, trois mesures non basées sur le décalage vers le rouge (redshift) donnent une distance de 64,567 ± 0,503 Mpc (∼211 millions d'al), ce qui est à l'extérieur valeurs de la distance de Hubble. Notons que c'est avec la valeur moyenne des mesures indépendantes, lorsqu'elles existent, que la base de données NASA/IPAC calcule le diamètre d'une galaxie et qu'en conséquence le diamètre de NGC 4877 pourrait être d'environ 50,4 kpc (∼164 000 al) si on utilisait la distance de Hubble pour le calculer.

## Supernova
La supernova SN 2010cp a été découverte le 9 mai 2010 dans NGC 4877 à Yamagata au Japon par l'astronome japonais Koichi Itagaki. Cette supernova était de type Ia.